# 溫加內群島
69°16′S 39°29′E / 69.267°S 39.483°E
溫加內群島，是南極洲的群島，位於毛德皇后地的哈拉爾王子海岸，處於漢內納本角西北面6公里的呂佐夫-霍爾姆灣東部，根據挪威探險隊拍攝的空中照片繪入地圖，現時由南極條約體系管理。